# Miguel de Buría
Miguel I de Buría, más conocido como El Negro Miguel o Rey Miguel I, fue un esclavo africano que en 1552 encabezó la primera insurrección de esclavos negros contra las autoridades españolas de la Provincia de Venezuela. 

## Biografía
Había llegado a Venezuela procedente de San Juan, Puerto Rico. En Venezuela trabajó como esclavo para Pedro del Barrío, hijo de Damián del Barrío. Damián del Barrío había descubierto una veta de oro en las márgenes del río Buría. En el lugar se fundó el Real de Minas de San Felipe de Buría, ubicado en el actual estado Yaracuy. 
En 1552 son trasladados a San Felipe de Buría ochenta esclavos, Miguel entre ellos, para laborar en las minas. Debido a los maltratos sufridos, en 1553, Miguel huyó junto a unos compañeros a las montañas cercanas. Desde allí asaltó las minas, mató a varios españoles y liberó a otros esclavos. Luego, Miguel estableció un reino independiente. Miguel se nombró rey, puso a su compañera Guiomar como reina y Príncipe a un hijo. Así mismo eligió a uno de sus seguidores como obispo de una iglesia disidente. A la rebelión se incorporaron indígenas jirajaras y negros cimarrones.
Posteriormente, Miguel intentó tomar la ciudad de Nueva Segovia de Buría. Los habitantes de la ciudad, bajo el mando de Diego García de Paredes y Diego Fernández de Serpa, rechazaron el ataque. Adicionalmente, habían venido refuerzos desde El Tocuyo, dirigidos por Diego de Losada y Diego de Ortega, en ayuda de Nueva Segovia.
Según el testimonio de capitán Diego de Ortega, fue García Paredes el que mató al rey Miguel y sus partidarios atrapados y vueltos a la esclavitud.

## Leyendas
Se dice que Miguel se refugió en una montaña de nombre Curduvaré, localizada cerca de la carretera El Totumo - Gamelotal. Allí se encontró con María Lionza. La leyenda señala que Miguel no habría muerto, sino que llegó a formar parte de la corte de María Lionza en la montaña de Sorte, estado Yaracuy.
También se menciona una cueva donde él habría vivido. Se llama la Cueva del Negro Miguel y queda cerca de la localidad de Quebrada Honda, estado Lara. Según la leyenda, en una ocasión Miguel se metió en la cueva con tres mulas cargadas con oro saqueado de las Minas de Buría y nunca más volvió a ser visto.

## Honores
La plaza del sector "El cuadrado" de la Parroquia Buría, Municipio Simón Planas del estado Lara, lleva el nombre de Negro Miguel.
Los habitantes del sector El Cuadrado se organizan en 18 consejos comunales que posteriormente en el año 2013 conforman la "Comuna Negro Miguel".
Una adaptación dramática de la vida de Miguel es parte de Guillermo Meneses Espejos y Disfraces. Alejo Carpentier escribió poesía sobre Miguel y su desafío a construir un reino en territorio blanco en El siglo de las luces. La ópera El Negro Miguel de Héctor Pellegatti supone la construcción imaginaria de la libertad del esclavo negro en Venezuela. 
Hilda De Luca se hizo acreedora de mención honorífica del Premio Municipal de Teatro 2009 por la obra La Cantata del Rey Miguel. Sin embargo, en su Puerto Rico natal Miguel fue virtualmente desconocido hasta al menos finales de la década de 1970, permaneciendo oscuro incluso después.